# Darya Semyonova
Darya Semyonova, född 28 maj 2002, är en turkmenisk simmare.
Semyonova tävlade för Turkmenistan vid olympiska sommarspelen 2016 i Rio de Janeiro, där hon blev utslagen i försöksheatet på 100 meter bröstsim.